# Zblewo
Zblewo (ted. Hochstüblau) è un comune rurale polacco del distretto di Starogard, nel voivodato della Pomerania.
Ricopre una superficie di 137,96 km² e nel 2004 contava 10 872 abitanti.